# Wakefield, Kansas
Wakefield là một thành phố thuộc quận Clay, tiểu bang Kansas, Hoa Kỳ. Năm 2010, dân số của xã này là 980 người.

## Dân số
Dân số các năm:
- Năm 2000: 838 người
- Năm 2010: 980 người